# Scott Aaronson
Scott Joel Aaronson (Filadelfia, 21 maggio 1981) è un informatico e divulgatore scientifico statunitense, esperto di informatica teorica e, in particolare, di informatica quantistica, professore presso il dipartimento di ingegneria elettrica e informatica del Massachusetts Institute of Technology (MIT) fino al 2016, e in seguito presso il dipartimento di informatica dell'Università del Texas ad Austin.

## Biografia

### Studi e carriera accademica
Dopo la laurea in informatica alla Cornell University nel 2000, ha conseguito il dottorato di ricerca presso l'Università della California a Berkeley nel 2004, sotto la supervisione di Umesh Vazirani.
Dopo gli studi post-dottorali presso l'Institute for Advanced Study e l'Università di Waterloo, prese una posizione in facoltà presso il MIT nel 2007. La sua principale area di ricerca è l'informatica quantistica e, più in generale, è la teoria della complessità computazionale.

## Opere note al grande pubblico
È uno dei fondatori di un sito wiki, Complexity Zoo, che cataloga tutte le classi di complessità computazionale. È autore di un blog molto seguito, Shtetl-Optimized, nonché del saggio Who Can Name The Bigger Number?. L'ultimo lavoro, molto diffuso nell'informatica accademica, usa il concetto degli alacri castori, come descritto da Tibor Radó, per illustrare i limiti della calcolabilità in un ambiente pedagogico. Ha anche insegnato in un corso introduttivo per laureati chiamato Quantum Computing Since Democritus (Informatica quantistica da Democrito in poi), i cui appunti sono disponibili in rete e che ha dato luogo a un libro stato pubblicato dalla Cambridge University Press. Intreccia insieme argomenti apparentemente disparati in un complesso coeso, che include la meccanica quantistica, la complessità, il libero arbitrio, i viaggi nel tempo, il principio antropico e molti altri. Molte di queste applicazioni interdisciplinari di complessità computazionale furono in seguito rimpolpate nel suo articolo Why Philosophers Should Care About Computational Complexity. Uno degli articoli di Aaronson, The Limits of Quantum Computers, fu pubblicato su Scientific American, e nel 2007 fu uno degli oratori ospiti dalla conferenza del Foundational Questions in Science Institute. Aaronson è citato frequentemente nella stampa non accademica, come Science News, The Age, ZDNet, Slashdot, New Scientist, The New York Times, e Forbes Magazine.

## Premi
- Aaronson è uno dei due vincitori del premio Alan T. Waterman Award del 2012.[20]
- Best Paper Award del CSR 2011 per il saggio The Equivalence of Sampling and Searching.

## Proprietà intellettuale
Aaronson fu oggetto di attenzione mediatica nel mese di ottobre 2007, quando accusò un'agenzia pubblicitaria di aver plagiato una lezione di meccanica da lui scritta in un annuncio pubblicitario. Aaronson sosteneva che una pubblicità per la Ricoh Australia dell'agenzia Love Communications, con sede a Sydney, si era appropriata quasi alla lettera della lezione. Aaronson ricevette un'email di scuse dall'agenzia nella quale essa spiegava, sulla base di una consulenza legale, di non ritenere violati i suoi diritti d'autore. Insoddisfatto della replica, Aaronson approfondì la questione: l'agenzia risolse la disputa senza ammettere l'infrazione facendo una donazione benefica a due organizzazioni scientifiche scelte da Aaronson.